# Caligo idomenides
Caligo idomenides är en fjärilsart som beskrevs av Hans Fruhstorfer 1903. Caligo idomenides ingår i släktet Caligo och familjen praktfjärilar. Inga underarter finns listade i Catalogue of Life.